# Prepona nigrescens
Prepona nigrescens är en fjärilsart som beskrevs av Le Moult 1932. Prepona nigrescens ingår i släktet Prepona och familjen praktfjärilar. Inga underarter finns listade i Catalogue of Life.